# Liste der Naturdenkmale in Beelitz
Die Liste der Naturdenkmale in Beelitz nennt die Naturdenkmale in Beelitz im Landkreis Potsdam-Mittelmark in Brandenburg.
In den Spalten befinden sich folgende Informationen:
- Nr.: Identifizierungsnummer nach veröffentlichter Liste. Sie wird von der unteren Naturschutzbehörde des Landkreises oder der kreisfreien Stadt vergeben. Wenn sie bekannt ist, wird sie angegeben. In dieser Spalte kann sich zusätzlich das Wort Wikidata befinden, der entsprechende Link führt zu Angaben zu diesem Naturdenkmal bei Wikidata.
- Bezeichnung: Benennung des Naturdenkmals, in der Regel wird bei Bäume die Baumart genannt. Bekannte Eigennamen werden mit angegeben.
- Gemarkung: Ort oder Gemarkung, in der sich das Naturdenkmal befindet
- Lage: Nennt die Lage des Naturdenkmals im jeweiligen Ortsteil und die geografischen Koordinaten des Naturdenkmals. Link zu einem Kartenansichtstool, um Koordinaten zu setzen. In der Kartenansicht sind Naturdenkmale ohne Koordinaten mit einem roten beziehungsweise orangen Marker dargestellt und können in der Karte gesetzt werden. Denkmale ohne Bild sind mit einem blauen bzw. roten Marker gekennzeichnet, Denkmale mit Bild mit einem grünen beziehungsweise orangen Marker.
- Beschreibung: die Beschreibung des Naturdenkmales
- Schutzzweck: Erläutert den Grund der Unterschutzstellung
- Bild: Zeigt ein Bild des Naturdenkmales und gegebenenfalls ein Link zu weiteren Fotos im Medienarchiv Wikimedia Commons

## Beelitz
| Bild                           | Bezeichnung | Lage                                                                                         | Beschreibung                                        | Schutzzweck                                                 | Nummer |
| ------------------------------ | ----------- | -------------------------------------------------------------------------------------------- | --------------------------------------------------- | ----------------------------------------------------------- | ------ |
| Weitere Bilder Fotos hochladen | Eiche       | Beelitz, Kirchplatz, an der Ostseite der Kirche (52° 13′ 58,4″ N, 12° 58′ 40,1″ O)           | Stiel-Eiche (Quercus robur). Kronendurchmesser 20 m | Seltenheit, Eigenart, Ortsbild, kulturhistorische Bedeutung | 016-01 |
| Fotos hochladen                | Silberahorn | Beelitz, Karl-Liebknechtstraße (Ecke Clara-Zetkin-Straße) (52° 14′ 17,4″ N, 12° 57′ 50,6″ O) | Kronendurchmesser 20 m                              | Beschluss der Stadtverordnetenversammlung Nr. 17/2/90       | 016-03 |

## Buchholz
| Bild | Bezeichnung   | Lage                                                                                               | Beschreibung                                            | Schutzzweck                           | Nummer |
| ---- | ------------- | -------------------------------------------------------------------------------------------------- | ------------------------------------------------------- | ------------------------------------- | ------ |
| BW   | Trauben-Eiche | Buchholz, unmittelbar an der Kirche und der B2 (52° 9′ 27,3″ N, 12° 55′ 34,3″ O)                   | Trauben-Eiche (Quercus petraea). Kronendurchmesser 25 m | Seltenheit, Eigenart, Wuchs, Ortsbild | 084-01 |
| BW   | Trauben-Eiche | Buchholz, unmittelbar östlich der B2 gegenüber Abzweig Brachwitz (52° 8′ 51,4″ N, 12° 55′ 19,5″ O) | Trauben-Eiche (Quercus petraea). Kronendurchmesser 25 m | Seltenheit, Eigenart, Größe           | 084-02 |

## Busendorf
| Bild            | Bezeichnung | Lage | Beschreibung                                                                                     | Schutzzweck                           | Nummer |
| --------------- | ----------- | --- | ------------------------------------------------------------------------------------------------ | ------------------------------------- | ------ |
| BW              | Eichen      | Busendorf, Südostrand Klaistow, südlich der Straße Lehnin-Glindow, an der Kreuzung nach Beelitz/Borkheide (52° 17′ 18,2″ N, 12° 51′ 15,6″ O) | 3 Bäume: Stiel-Eiche (Quercus robur), Trauben-Eiche (Quercus petraea). Kronendurchmesser je 20 m | Seltenheit, Eigenart, Ortsbild        | 096-01 |
| BW              | Esche       | Busendorf, Klaistow, Dorfaue (52° 17′ 22,3″ N, 12° 51′ 5″ O)                                                                                 | Gemeine Esche (Fraxinus excelsior). Kronendurchmesser 20 m                                       | Seltenheit, Eigenart, Ortsbild        | 096-03 |
| BW              | Eiche       | Busendorf, Klaistow, Dorfaue (52° 17′ 22,8″ N, 12° 51′ 5,9″ O)                                                                               | Stiel-Eiche (Quercus robur). Kronendurchmesser 20 m                                              | Seltenheit, Eigenart, Größe, Ortsbild | 096-05 |
| BW              | Linde       | Busendorf, Dorfplatz (52° 17′ 25,4″ N, 12° 49′ 44,9″ O)                                                                                      | Linde (Tilia spec.). Kronendurchmesser 10 m                                                      | Seltenheit, Eigenart, Ortsbild        | 096-07 |
| Fotos hochladen | Eiche       | Busendorf, Klaistow, Grundstück zw. Landstraße und Weg nach Borkwalde, wenig westlich Abzweig nach Lehnin (52° 17′ 16,4″ N, 12° 51′ 12″ O)   | Stiel-Eiche (Quercus robur). Kronendurchmesser 25 m                                              | Seltenheit, Eigenart, Größe           | 096-08 |

## Fichtenwalde
| Bild                           | Bezeichnung | Lage | Beschreibung                                                       | Schutzzweck                 | Nummer |
| ------------------------------ | ----------- | --- | ------------------------------------------------------------------ | --------------------------- | ------ |
| Weitere Bilder Fotos hochladen | Blutbuche   | Fichtenwalde, Gelände der ehemaligen Poststelle in der Berliner Straße (52° 16′ 46,5″ N, 12° 53′ 24,1″ O) | Blutbuche (Fagus sylvatica 'Atropurpurea'). Kronendurchmesser 16 m | Seltenheit, Eigenart, Wuchs | 172-02 |

## Schäpe
| Bild | Bezeichnung | Lage                                                       | Beschreibung                                        | Schutzzweck                    | Nummer |
| ---- | ----------- | ---------------------------------------------------------- | --------------------------------------------------- | ------------------------------ | ------ |
| BW   | Eiche       | Schäpe, Ortslage Schäpe (52° 12′ 34,7″ N, 12° 53′ 58,3″ O) | Stiel-Eiche (Quercus robur). Kronendurchmesser 15 m | Seltenheit, Eigenart, Ortsbild | 560-01 |

## Zauchwitz
| Bild | Bezeichnung | Lage | Beschreibung                                        | Schutzzweck                 | Nummer |
| ---- | ----------- | --- | --------------------------------------------------- | --------------------------- | ------ |
| BW   | Eiche       | Zauchwitz, nördlich der B246 Zauchwitz-Beelitz (52° 14′ 1,1″ N, 13° 1′ 49,4″ O)                                         | Stiel-Eiche (Quercus robur). Kronendurchmesser 15 m | Seltenheit, Eigenart, Größe | 692-01 |
| BW   | Altkiefer   | Zauchwitz, nahe Kirschallee, am ehemaligen Ortsverbindungsweg Zauchwitz-Schlunkendorf (52° 13′ 32,3″ N, 13° 2′ 37,4″ O) | Kiefer. Kronendurchmesser 5 m                       | Seltenheit, Eigenart, Größe | 692-02 |